# Margown (Verwaltungsbezirk)
Margown (persisch شهرستان مارگون) ist ein Schahrestan in der Provinz Kohgiluye und Boyer Ahmad im Iran. Er enthält die Stadt Margown, welche die Hauptstadt des Verwaltungsbezirks ist.